# もぐりん
もぐりん（Moglyn）は、かつて沖縄県恩納村沖で運航されていた観光潜水艇。
1989年に三菱重工や日本航空などが出資して、日本海中観光株式会社の運航で開業したが、2002年に退航した。

## 概要
総所要時間は約90分、送迎船「うるま」・支援船「でいご」を経て「もぐりん」への乗下船を行い、実際の潜行時間は約40分であった。乗客は事前に体重測定を受け、定められた座席に着席した。また、小型の船体の中性浮力を維持するため、潜行中は内部での立ち歩きが禁止されていた。揺れや傾き、振動はほとんど無く、青い自然光の中で効果音として小さなソナー音が流され、「でいご」からの撒き餌に集まる魚群、潜行と共に変色する窓近くの色見本の変化、サンゴ礁や海底からそびえる地形などの景観を見ることができた。
当時、水深30mを海底クルーズできる日本唯一の観光潜水艇として人気が高く、夏休み期間中は大人1万2800円の高額の料金設定にもかかわらず満席が続いた。しかし、1ヶ月の定期点検に加え、悪天候による欠航の影響が大きく、年間稼働日数が当初見込みを下回っていた。2002年、老朽化と共に退航し、後継船は製造されていない。

## 要目
| - 建造者 = 三菱重工業神戸造船所 - 運用者 = 日本海中観光株式会社 - 竣工 = 1989年8月8日 - 就航 = 1989年9月14日 - 退航 = 2002年1月31日 - 建造費 = 5億6000万円 - 年間維持費 =7000万円 - 年間搭乗者数 =36000人 - 年間稼働日数 =約200日 - 退航時累積損失 = 約3億5000万円 | - 排水量 = 90t - 全長 = 18.9m - 全幅 = 3.5m - 深さ = 3.55m - 吃水 = 2.7m - 速力 = 水中 2kt - 最大潜航深度 = 50m - 設計許容深度 = 75m | - 機関 = 横型軽量電動機× 5基 - 乗員 = 40名 - 搭載量 = 2665Kg - バラストタンク =8基 - 窓 =20箇所(1枚あたり300万円) |